# Zahra Iyane Thiam
Pour les articles homonymes, voir Thiam.
Zahra Iyane Thiam est une personnalité politique sénégalaise nommée Ministre de la Microfinance et de l'Économie sociale et solidaire en avril 2019,.